# Katrín Jakobsdóttir
Katrín Jakobsdóttir (/ˈkʰaːtʰrin ˈjaːkʰɔpstouhtɪr/), née le 1er février 1976 à Reykjavik, est une femme d'État islandaise.
Écologiste, féministe et anti-militariste, elle est élue membre de l'Althing, le parlement islandais, en 2007. Elle est Première ministre d'Islande de 2017 à 2024. Elle quitte la tête du gouvernement pour être candidate à l'élection présidentielle de 2024, qu'elle perd.

## Biographie

### Formation et débuts professionnels
Katrín Jakobsdóttir étudie l'islandais et le français à l'université d'Islande. Après un master en art, elle y soutient en 2004 sa thèse de littérature sur l'écrivain islandais Arnaldur Indriðason.
En parallèle de ses études, entre 1999 et 2003, elle travaille à temps partiel en tant que conseillère en langues pour l'agence de presse et d'audiovisuel RÚV. Elle devient par la suite travailleuse indépendante dans l'information audiovisuelle et écrit pour plusieurs médias, entre 2004 et 2006.

### Début de carrière politique
Présidente des jeunes du Mouvement des verts et de gauche durant la période 2002-2004, Katrín Jakobsdóttir devient vice-présidente du mouvement en 2007, lorsqu'elle est élue dans la circonscription nord de Reykjavik. Elle siège alors dans la commission du Parlement pour l'éducation et la culture, l'économie et les impôts.

### Ministre de l'Éducation
À la suite de la chute du gouvernement de centre droit dirigé par Geir Haarde en janvier 2009, après les manifestations consécutives à la crise financière, Katrín Jakobsdóttir rejoint le gouvernement intérimaire formé par une coalition entre son parti et l'Alliance social démocrate en tant que ministre de l'Éducation, de la Culture et des Sciences. Elle est confirmée à son poste par la Première ministre Jóhanna Sigurðardóttir après une victoire électorale de la coalition le 26 avril 2009.

### Première ministre

#### Élections législatives de 2017 et investiture
Le 2 novembre 2017, peu après les élections législatives anticipées, le président Guðni Jóhannesson charge Katrín Jakobsdóttir de former un nouveau gouvernement, en vue de former une coalition majoritaire entre son parti le Mouvement des Verts de Gauche, le Parti du progrès (centre droit libéral et agrarien), l'Alliance (centre gauche), et le Parti pirate. Cependant, les négociations échouent le 6 novembre. Le 14 novembre, des pourparlers commencent entre le Parti de l'indépendance, le Mouvement des Verts de Gauche et le Parti du progrès. Elle prend finalement la tête d'un gouvernement en coalition avec deux partis de droite : le Parti du progrès et le Parti de l'indépendance.
Avec son investiture, elle devient la seule écologiste à la tête d’un gouvernement dans le monde,. Féministe et anti-militariste, elle est en outre la deuxième femme à occuper cette fonction après Jóhanna Sigurðardóttir, Première ministre de 2009 à 2013.

#### Mandats
À la tête du gouvernement, Katrín Jakobsdóttir rend les impôts plus progressifs, investit dans le logement social, étend le congé parental et réduit les inégalités salariales entre femmes et hommes,. Elle a été amenée à faire des concessions à ses partenaires de droite pour maintenir sa coalition, comme renoncer à la création d'un parc national dans le centre du pays. Elle doit également renoncer à la sortie de l'OTAN.
En septembre 2021, près de quatre ans après son investiture, elle conserve une forte popularité et laisse une image d'intégrité et de sincérité. Sa bonne gestion de la pandémie de Covid-19 a notamment été saluée, le pays présentant avec 33 morts l'un des meilleurs bilans sanitaires d’Europe.
Les élections législatives de 2021 sont un échec pour la formation de la Première ministre, le Mouvement des verts et de gauche, qui perd trois de ses onze sièges au Parlement. La coalition gouvernementale conserve toutefois sa majorité et des négociations sont entamées entre les partis la composant pour la reconduction de leur entente. Les sondages réalisés dans les jours qui suivent le scrutin indiquent qu'une large majorité d'Islandais souhaite que Katrín Jakobsdóttir reste à la tête du gouvernement.

### Démission du gouvernement et élection présidentielle de 2024
Le 5 avril 2024, Katrín Jakobsdóttir annonce son souhait de se porter candidate à l'élection présidentielle prévue le 1er juin, annonçant par la même occasion sa démission du poste de Première ministre. L'ancien Premier ministre Bjarni Benediktsson lui succède à la tête du gouvernement le 9 avril suivant. Elle arrive en deuxième position avec 25,2 % des voix, devancée de neuf points par Halla Tómasdóttir, qui est ainsi élue présidente d'Islande.

### Congrès#MeToo Moving Forward
À la suite du mouvement #MeToo qui a déferlé sur la planète à la suite de l'affaire Weinstein en 2017, Katrín Jakobsdóttir prend l'initiative de tenir le premier congrès international consacré à l'analyse et à la reconnaissance politique des violences et du harcèlement sexuel massifs perpétrés par les hommes sur les femmes dans le monde entier. Le congrès, soutenu par l'université d'Islande, se tient sur trois jours à Reykjavik, du 17 au 19 septembre 2019, et les pays nordiques s'y affirment comme têtes de proue mondiales dans l'éradication des violences sexuelles. Participent à cette série de conférences des spécialistes des violences sexistes et de multiples discriminations, telles que la Dr Purna Sen, Coordonnatrice générale d'ONU Femmes, et la militante des droits civiques et professeure de philosophie Angela Davis.

### Vie privée et familiale
Katrín Jakobsdóttir est mariée à Gunnar Örn Sigvaldason, avec qui elle a trois fils (nés en 2005, 2007 et 2011).
Elle co-écrit le roman policier Reykjavík, avec l'auteur à succès islandais Ragnar Jónasson, publié en 2022.